# IC 3706
IC 3706 је двојна звијезда у сазвјежђу Дјевица која се налази на листи објеката дубоког неба у Индекс каталогу.
Деклинација објекта је + 9° 13' 47" а ректасцензија 12h 43m 48,0s.